# Steenfelde
Steenfelde is een op 2,6 meter boven zeeniveau gelegen dorp in het Landkreis Leer in de Duitse deelstaat Nedersaksen. Het dorp valt bestuurlijk onder de gemeente Westoverledingen. Tot Steenfelde behoren mede de buurten of gehuchten Bullerbarg, Steenfelderfehn en Steenfelderkloster.
Steenfelde is een middeleeuws kerkdorp. De dorpskerk stamt uit de dertiende eeuw. In de zeventiende eeuw werd vanuit het dorp het nabijgelegen veengebied ontgonnen. De lutherse dominee van de kerk te Steenfelde behoorde ten tijde van het Derde Rijk eind 1933 tot de actiefste vertegenwoordigers van de, tegen de nazi-kerk Deutsche Christen agerende, Bekennende Kirche.
Het dorp Steenfelde leed aan het eind van de Tweede Wereldoorlog de nodige materiële schade, toen de geallieerden in april 1945 de naburige stad Leer aanvielen en veroverden.
Het dorp bezit een bedrijventerrein voor midden- en kleinbedrijf van alleen plaatselijk of regionaal belang.
Verder is er bij Steenfelde een windpark met 16 kleine windturbines, die in de toekomst vervangen zullen worden door 8 grote.